# Karl Liebknecht
Karl Liebknecht, född 13 augusti 1871 i Leipzig, död 15 januari 1919 i Berlin, var en tysk advokat, politiker, kommunist och antimilitarist.

## Biografi
Karl Liebknechts far var Wilhelm Liebknecht (1826–1900), en av den tyska socialdemokratins främsta ledare och god vän till Karl Marx. Fadern deltog, tillsammans med bland andra Marx, i tyska revolutionen 1848–1849.
Liebknecht anslöt sig till Tyska socialdemokratiska partiet (SPD) 1900. Invald i Abgeordnetenhaus, andra kammaren eller deputeradekammaren i preussiska lantdagen, 1908 och i den tyska riksdagen 1912. Han uteslöts ur SPD 1914 till följd av sin oppositionella inställning till första världskriget, då han ensam i riksdagen röstade mot krigskrediter. Mellan åren 1916 och 1918 satt han i tukthus för sin agitation mot kriget.
Liebknecht grundade tillsammans med Rosa Luxemburg Spartacusförbundet 1916 och var också med och grundade Tysklands kommunistiska parti (KPD) 1918. Liebknecht och Luxemburg ledde den misslyckade tyska kommunistiska revolutionen 1918–1919. De båda organiserade 1919 en resning i Berlin, det så kallade spartakistupproret, vilket blev blodigt krossat varefter Liebknecht och Luxemburg greps och mördades.

### Familj
Karl Liebknecht bildade familj med Julia Liebknecht, född Paradies, som dock gick bort 1911. Han var senare gift med Sophie Liebknecht, född Ryss, som också var aktiv kommunist.
Politiska skrifter av honom brändes under bokbålen runt om i Nazityskland 1933.
Karl Liebknecht är begraven på Zentralfriedhof Friedrichsfelde.